# ブランコ岬 (南アメリカ)

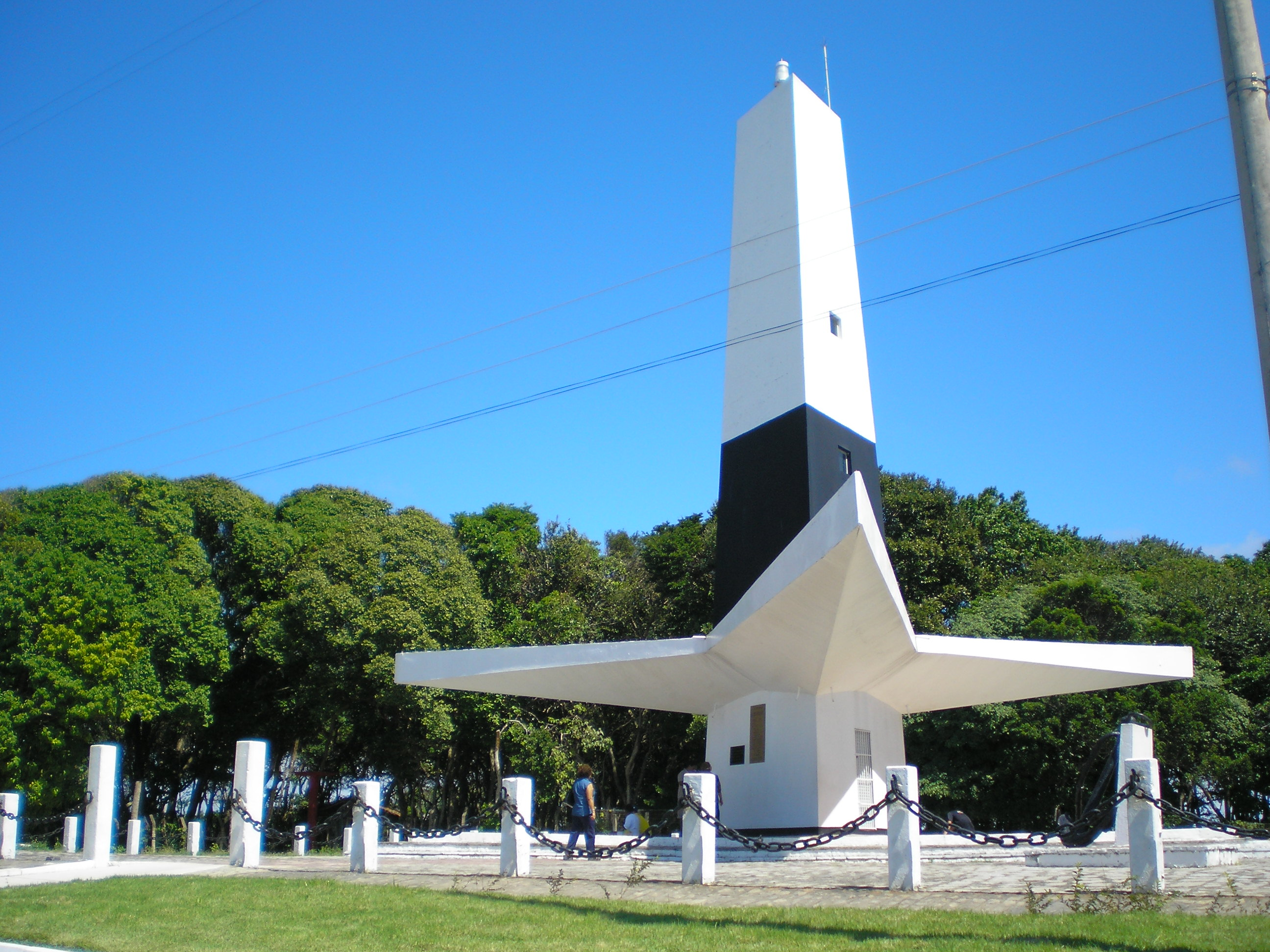
ブランコ岬の灯台

ブランコ岬（Cabo Branco）は、ブラジルにある南米大陸最東端の岬である。精確には、ブランコ岬の東南端セイシャス岬(Ponta dos Seixas)が最東端に位置する。パライバ州の州都ジョアンペソア（João Pessoa）にある。モニュメンタルなブランコ岬灯台があり、東には一面に大西洋が広がっている。
座標: 南緯7度8分55.4秒 西経34度47分48.8秒 / 南緯7.148722度 西経34.796889度